# Mortimer Adler
Mortimer Jerome Adler, född 28 december 1902 i New York, död 28 juni 2001, var en amerikansk filosof och författare, även verksam som pedagog.
Adler var huvudsakligen verksam vid University of Chicago. Tillsammans med universitetets rektor Robert M. Hutchins reformerade han grundutbildningen och inriktade den mot allmänbildning, så kallad "liberal arts". Han lanserade på 1940-talet The Great Books Program utifrån samma filosofi och lade upp ett fortbildningsprogram för chefer inom näringslivet. Alder var huvudredaktör för Encyclopædia Britannica under 1970-talet. Senare var han även ledare för The Paideia Program, som utarbetade en humanistiskt inriktad läroplan, gemensam under tolv skolår för alla barn.